# Орловце (Любуське воєводство)
Орловце (пол. Orłowce) — село в Польщі, у гміні Пшиточна Мендзижецького повіту Любуського воєводства.
Населення — 10 осіб (2011). Воно розташоване приблизно за 7 кілометрів (4 милі) на північний схід від Пшиточна, за 21 км (13 миль) на північний схід від Мендзижеча та за 35 км (22 милі) на схід від Гожува-Велькопольського.
У 1975-1998 роках село належало до Гожовського воєводства.

## Демографія
Демографічна структура станом на 31 березня 2011 року:
|          | Загалом | Допрацездатний вік | Працездатний вік | Постпрацездатний вік |
| -------- | ------- | ------------------ | ---------------- | -------------------- |
| Чоловіки | 7       | 3                  | 3                | 1                    |
| Жінки    | 3       | 0                  | 1                | 2                    |
| Разом    | 10      | 3                  | 4                | 3                    |